# Pretioscopus binotatus
Pretioscopus binotatus är en insektsart som beskrevs av Webb 1976. Pretioscopus binotatus ingår i släktet Pretioscopus och familjen dvärgstritar. Inga underarter finns listade i Catalogue of Life.